# Obersteckholz
Obersteckholz est une ancienne commune et une localité de la commune de Langenthal, située dans l'arrondissement administratif bernois de Haute-Argovie, en Suisse.
Depuis le 1er janvier 2021, la commune est rattachée à celle de Langenthal.